# La Casika
La Casika es un centro social okupado situado en Móstoles, (Madrid, España). El centro viene siendo utilizado por personas pertenecientes al llamado "movimiento okupa" desde el 6 de diciembre de 1997. Su permanencia a lo largo de casi veinticuatro años ha convertido a este lugar en un referente para el citado movimiento a escala estatal.

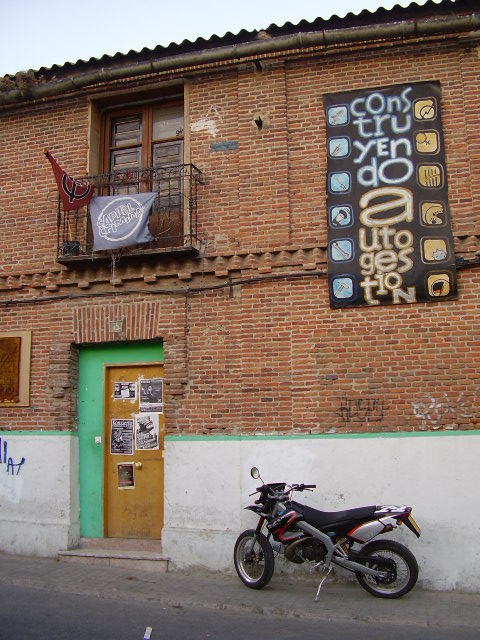
La Casika.

## Actividades
En la actualidad la casa es especialmente conocido por los conciertos de música (especialmente punk y rap) que tienen lugar en ella de forma regular. Los ocupantes mantienen un acuerdo tácito con los vecinos por el cual las actuaciones han de concluir antes de las 12 de la noche.
Además de la música, en La Casika tienen lugar actividades culturales tales como obras de teatro, ciclos de proyecciones de cine y documentales, cursos y talleres.

## Relevancia política y social
La Casika es un centro de reunión para grupos de diferentes tendencias, principalmente anarquistas y de la llamada "izquierda alternativa" en la Zona Sur de Madrid. También lo ha venido siendo del movimiento ecologista Ecologistas en Acción. 
En su origen, la okupación del espacio fue motivada por la necesidad de varios colectivos de la izquierda antagonista de Móstoles de encontrar un lugar dónde realizar sus actividades, así como una práctica de resistencia a la mercantilización de la cultura y una experiencia de autogestión cultural y política. De la misma manera se entendió como un espacio donde vivir con normas propias al margen de las normas sociales establecidas y donde disfrutar de un espacio de libertad. Un lugar dónde influir políticamente en el barrio y en el pueblo desde la relación con lo cotidiano, considerando que todos los aspectos de la vida son política y de una forma lúdica. Un lugar dónde socializar, debatir y plantear estrategias para influir en la vida cotidiana de sus integrantes y del resto del pueblo.
Desde sus comienzos fue uno de los objetivos fundamentales mantener buena relación con los y las vecinas del barrio dónde se ubica.  
Los principales colectivos que realizaron la reapropiación del espacio fueron el Móstoles Antifascista (MAF), colectivo de jóvenes mostoleños y mostoleñas que funcionaba de forma asamblearia cuyo nexo de unión era el antifascismo y el rechazo a la política de partidos. Este colectivo estaba coordinado en la coordinadora de colectivos Lucha Autónoma y se autodefinía cómo parte del área de la autonomía. Y por el colectivo de Skinhead Antiracistas (SHARP Móstoles), compuesto por jóvenes skinhead de ideología antirracista y antifascista.

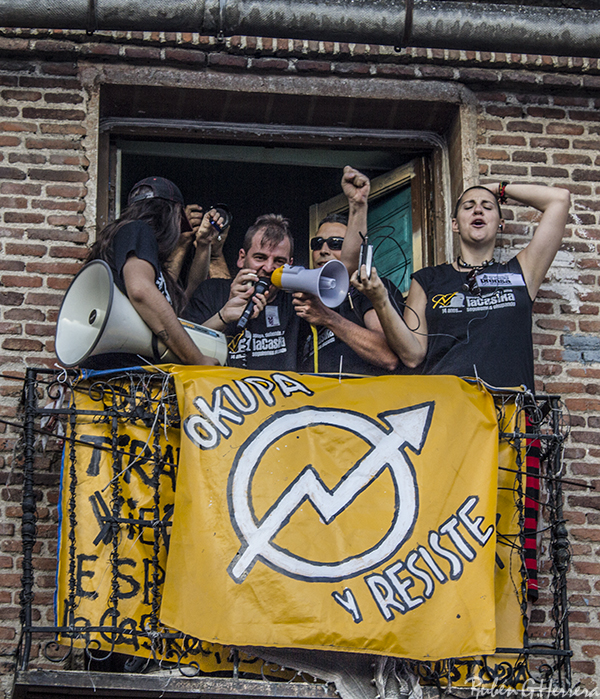
La Casika en 2012

El elemento en común de todos los movimientos que han pasado y pasan por La Casika es la organización horizontal, que es la misma que rige el funcionamiento interno del centro social: una asamblea semanal decide el curso de las actividades que tienen lugar en él.
También es punto de encuentro para personas adscritas a grupos sociales contraculturales, tales como punks, skinhead, raperos, etc.

## Implicaciones con elurbanismo
Una de las principales reivindicaciones que los colectivos que mantienen esta okupación realizan es la preservación de la zona antigua del casco urbano de Móstoles, integrado por viviendas de una o dos alturas, expresión de la arquitectura popular castellana de los siglos XIX y primera mitad del XX. Realizan una crítica frontal al plan de ordenación urbana del ayuntamiento de Móstoles aprobado en 2006; el cual significará la desaparición del "Casco Antiguo" de la localidad. Este nuevo Plan Urbanístico entró en vigor en mayo de 2008.
El propio centro social okupado se ubica en una de estas antiguas casas de origen rural, cuyas características -como la existencia de un amplio patio- son aprovechadas para la celebración de actividadades culturales.
En general, como es común en el movimiento okupa, se oponen a la política urbanística actual y promueven la reutilización de espacios vacíos. Según reza uno de sus comunicados: "la okupación tiene uno de sus sentidos en la denuncia de la especulación inmobiliaria, y en uso y renacimiento de espacios muertos". 